# تشارلز لويس (سياسي)
تشارلز لويس (بالإنجليزية: Charles Lewis)‏ هو نقابي وسياسي أسترالي، ولد في 7 أغسطس 1870 في غيلونغ في أستراليا، وتوفي في 21 نوفمبر 1935 في أستراليا. حزبياً، نشط في حزب العمال الأسترالي ‏. وقد انتخب عضو الجمعية التشريعية لأستراليا الغربية.